# 10 Comae Berenices
10 Comae Berenices är en vit stjärna i stjärnbilden Berenikes hår. Stjärnan är av visuell magnitud +6,61 och inte synlig för blotta ögat ens vid god seeing. Den befinner sig på ett avstånd av ungefär 350 ljusår.